# Prelaz Ploče
Prelaz Ploče (nemško Plöckenpass, italijansko Passo di Monte Croce Carnico, furlansko Mont di Crôs) je visokogorski prelaz v Karnijskih Alpah na meji med avstrijsko deželo Koroško in italijansko Furlanijo - Julijsko krajino. Povezuje tržno mesto Koče - Muta v Koroški Ziljski dolini z občino Paluzza v Karniji v Furlaniji.
V bližini prelaza nekaj kilometrov zahodno stoji gora Coglians, nemško Hohe Warte, slovensko Visoka Preža, ki je z 2780 m najvišji vrh Karnijskih in Ziljskih Alp.
Cesta, ki vodi na prelaz, se vzpenja iz vasi Timau v Italiji in se ponekod s strmim pobočjem spušča proti vasi Muta v Avstriji, v Ziljski dolini. Meja med Italijo in Avstrijo se nahaja tik na vrhu prelaza. S prelaza Ploče do zgornje Ziljske doline cesta prečka še prelaz Gailbergsattel Ziljski Breg na 981 m, prek katerega vodi pot na sever do visokogorskih prelazov v Visokih Turah (Zahodnih Turah).